# Campeonato Mundial de Handebol Masculino de 2003
O Campeonato Mundial de Handebol Masculino de 2003 foi a 18ª edição do Campeonato Mundial de Handebol Masculino. Foi disputado em Portugal de 20 de janeiro a 2 de fevereiro de 2003, organizado pela Federação Internacional de Handebol (IHF) e pela Federação Portuguesa de Handebol.

## Sedes

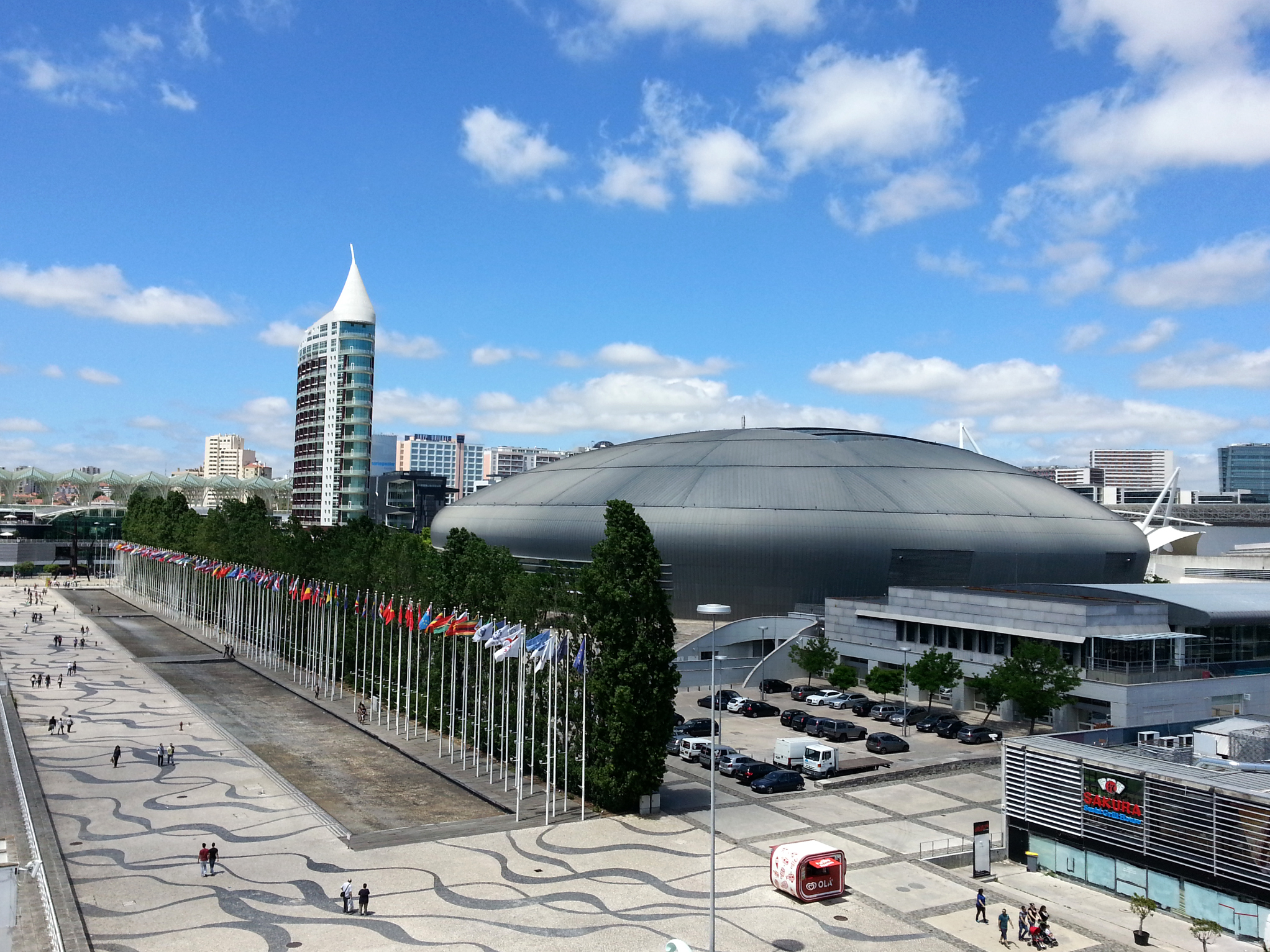
Pavilhão Atlântico, sede da fase final do Campeonato em 2023, em Lisboa

| Grupo      | Cidade              |
| ---------- | ------------------- |
| A          | Guimarães           |
| B          | Viseu               |
| C          | Funchal             |
| D          | São João da Madeira |
| 1          | Caminha             |
| 2          | Póvoa de Varzim     |
| 3          | Rio Maior           |
| 4          | Espinho             |
| Fase Final | Lisboa              |

## Times
| Grupo A    | Grupo B     | Grupo C        | Grupo D   |
| ---------- | ----------- | -------------- | --------- |
| Espanha    | Alemanha    | Rússia         | Argélia   |
| Tunísia    | Catar       | Hungria        | Brasil    |
| Kuwait     | Islândia    | Croácia        | Suécia    |
| Iugoslávia | Austrália   | Argentina      | Egito     |
| Marrocos   | Portugal    | França         | Dinamarca |
| Polónia    | Gronelândia | Arábia Saudita | Eslovênia |

## Fase Preliminar

### Grupo A
| Time       | P | V | E | D | GP  | GC  | SG  | Pts. |
| ---------- | - | - | - | - | --- | --- | --- | ---- |
| Espanha    | 5 | 5 | 0 | 0 | 157 | 106 | +51 | 10   |
| Iugoslávia | 5 | 4 | 0 | 1 | 142 | 103 | +39 | 8    |
| Polónia    | 5 | 3 | 0 | 2 | 140 | 130 | +10 | 6    |
| Tunísia    | 5 | 2 | 0 | 3 | 131 | 129 | +2  | 4    |
| Kuwait     | 5 | 1 | 0 | 4 | 98  | 168 | -70 | 2    |
| Marrocos   | 5 | 0 | 0 | 5 | 113 | 145 | -32 | 0    |

- Resultados

| Data  | Partida¹   | Partida¹ | Partida¹   | Resultado |
| ----- | ---------- | -------- | ---------- | --------- |
| 20.01 | Tunísia    | -        | Kuwait     | 29-20     |
| 20.01 | Iugoslávia | -        | Polónia    | 24-20     |
| 20.01 | Espanha    | -        | Marrocos   | 23-18     |
| 21.01 | Kuwait     | -        | Iugoslávia | 14-36     |
| 21.01 | Marrocos   | -        | Tunísia    | 24-28     |
| 21.01 | Polónia    | -        | Espanha    | 25-34     |
| 23.01 | Marrocos   | -        | Kuwait     | 22-25     |
| 23.01 | Tunísia    | -        | Polónia    | 22-24     |
| 23.01 | Espanha    | -        | Iugoslávia | 22-20     |
| 25.01 | Espanha    | -        | Kuwait     | 45-18     |
| 25.01 | Iugoslávia | -        | Tunísia    | 28-27     |
| 25.01 | Polónia    | -        | Marrocos   | 35-29     |
| 26.01 | Tunísia    | -        | Espanha    | 25-33     |
| 26.01 | Iugoslávia | -        | Marrocos   | 34-20     |
| 26.01 | Polónia    | -        | Kuwait     | 36-21     |

- (¹) -  Todos em Guimarães

### Grupo B
| Time        | P | V | E | D | GP  | GC  | SG  | Pts. |
| ----------- | - | - | - | - | --- | --- | --- | ---- |
| Alemanha    | 5 | 5 | 0 | 0 | 191 | 111 | +80 | 10   |
| Islândia    | 5 | 4 | 0 | 1 | 185 | 116 | +69 | 8    |
| Portugal    | 5 | 3 | 0 | 2 | 164 | 126 | +38 | 6    |
| Catar       | 5 | 2 | 0 | 3 | 116 | 159 | -43 | 4    |
| Austrália   | 5 | 1 | 0 | 4 | 100 | 192 | -92 | 2    |
| Gronelândia | 5 | 0 | 0 | 5 | 100 | 152 | -52 | 0    |

- Resultados

| Data  | Partida¹    | Partida¹ | Partida¹    | Resultado |
| ----- | ----------- | -------- | ----------- | --------- |
| 20.01 | Alemanha    | -        | Catar       | 40-17     |
| 20.01 | Islândia    | -        | Austrália   | 55-15     |
| 20.01 | Portugal    | -        | Gronelândia | 34-19     |
| 21.01 | Catar       | -        | Portugal    | 21-31     |
| 21.01 | Austrália   | -        | Alemanha    | 16-46     |
| 21.01 | Gronelândia | -        | Islândia    | 17-30     |
| 23.01 | Alemanha    | -        | Gronelândia | 34-20     |
| 23.01 | Austrália   | -        | Catar       | 23-28     |
| 23.01 | Islândia    | -        | Portugal    | 29-28     |
| 25.01 | Portugal    | -        | Alemanha    | 29-37     |
| 25.01 | Islândia    | -        | Catar       | 42-22     |
| 25.01 | Gronelândia | -        | Austrália   | 21-26     |
| 26.01 | Islândia    | -        | Alemanha    | 29-34     |
| 26.01 | Gronelândia | -        | Catar       | 23-28     |
| 26.01 | Portugal    | -        | Austrália   | 42-20     |

- (¹) -  Todos em Viseu

### Grupo C
| Time           | P | V | E | D | GP  | GC  | SG  | Pts. |
| -------------- | - | - | - | - | --- | --- | --- | ---- |
| Croácia        | 5 | 4 | 0 | 1 | 135 | 125 | +10 | 8    |
| França         | 5 | 4 | 0 | 1 | 147 | 103 | +44 | 8    |
| Rússia         | 5 | 2 | 1 | 2 | 132 | 132 | 0   | 5    |
| Hungria        | 5 | 2 | 0 | 3 | 154 | 138 | +16 | 4    |
| Argentina      | 5 | 1 | 1 | 3 | 127 | 156 | -29 | 3    |
| Arábia Saudita | 5 | 1 | 0 | 4 | 114 | 155 | -41 | 2    |

- Resultados

| Data  | Partida¹       | Partida¹ | Partida¹       | Resultado |
| ----- | -------------- | -------- | -------------- | --------- |
| 20.01 | Rússia         | -        | Hungria        | 31-30     |
| 20.01 | Croácia        | -        | Argentina      | 29-30     |
| 20.01 | França         | -        | Arábia Saudita | 30-23     |
| 21.01 | Argentina      | -        | Rússia         | 26-26     |
| 21.01 | Arábia Saudita | -        | Croácia        | 18-25     |
| 21.01 | Hungria        | -        | França         | 24-29     |
| 23.01 | Hungria        | -        | Arábia Saudita | 36-25     |
| 23.01 | Rússia         | -        | Croácia        | 26-28     |
| 23.01 | França         | -        | Argentina      | 35-18     |
| 25.01 | Argentina      | -        | Hungria        | 23-35     |
| 25.01 | Croácia        | -        | França         | 23-22     |
| 25.01 | Rússia         | -        | Arábia Saudita | 34-17     |
| 26.01 | Croácia        | -        | Hungria        | 30-29     |
| 26.01 | Arábia Saudita | -        | Argentina      | 31-30     |
| 26.01 | Rússia         | -        | França         | 15-31     |

- (¹) -  Todos em Madeira

### Grupo D
| Time      | P | V | E | D | GP  | GC  | SG  | Pts. |
| --------- | - | - | - | - | --- | --- | --- | ---- |
| Suécia    | 5 | 4 | 0 | 1 | 147 | 129 | +18 | 8    |
| Dinamarca | 5 | 4 | 0 | 1 | 146 | 125 | +21 | 8    |
| Eslovênia | 5 | 3 | 0 | 2 | 144 | 137 | +7  | 6    |
| Egito     | 5 | 2 | 1 | 2 | 132 | 139 | -7  | 4    |
| Argélia   | 5 | 0 | 2 | 3 | 119 | 136 | -17 | 2    |
| Brasil    | 5 | 0 | 1 | 4 | 118 | 140 | -22 | 1    |

- Resultados

| Data  | Partida¹  | Partida¹ | Partida¹  | Resultado |
| ----- | --------- | -------- | --------- | --------- |
| 20.01 | Argélia   | -        | Brasil    | 22-22     |
| 20.01 | Suécia    | -        | Egito     | 29-23     |
| 20.01 | Dinamarca | -        | Eslovênia | 33-24     |
| 21.01 | Egito     | -        | Argélia   | 25-25     |
| 21.01 | Eslovênia | -        | Suécia    | 29-25     |
| 21.01 | Brasil    | -        | Dinamarca | 24-28     |
| 23.01 | Eslovênia | -        | Egito     | 26-27     |
| 23.01 | Suécia    | -        | Brasil    | 29-21     |
| 23.01 | Dinamarca | -        | Argélia   | 22-19     |
| 25.01 | Argélia   | -        | Suécia    | 28-32     |
| 25.01 | Brasil    | -        | Eslovênia | 27-30     |
| 25.01 | Dinamarca | -        | Egito     | 35-26     |
| 26.01 | Dinamarca | -        | Suécia    | 28-32     |
| 26.01 | Brasil    | -        | Egito     | 24-31     |
| 26.01 | Argélia   | -        | Eslovênia | 25-35     |

- (¹) -  Todos em São João da Madeira

## Segunda Fase
Classificaram-se os quatro primeiros de cada grupo, e o 1º e o 3º do grupo A enfrentam o 4º e o 2º do grupo B, e vice-versa; O mesmo acontece com os grupos C e D. Formam-se, assim, quatro novos grupos de quatro equipes cada. Manteve-se o resultado das partidas entre as equipes que se enfrentaram na Fase Preliminar e estavam no mesmo grupo na Segunda Fase

### Grupo 1
| Time     | P | V | E | D | GP  | GC  | SG  | Pts. |
| -------- | - | - | - | - | --- | --- | --- | ---- |
| Espanha  | 3 | 3 | 0 | 0 | 106 | 71  | +35 | 6    |
| Islândia | 3 | 2 | 0 | 1 | 106 | 83  | +23 | 4    |
| Polónia  | 3 | 1 | 0 | 2 | 89  | 93  | -4  | 2    |
| Catar    | 3 | 0 | 0 | 3 | 63  | 117 | -54 | 0    |

- Resultados

| Data  | Partida¹ | Partida¹ | Partida¹ | Resultado |
| ----- | -------- | -------- | -------- | --------- |
| 29.01 | Islândia | -        | Polónia  | 33-29     |
| 29.01 | Espanha  | -        | Catar    | 40-15     |
| 30.01 | Polónia  | -        | Catar    | 35-26     |
| 30.01 | Espanha  | -        | Islândia | 32-31     |

- (¹) -  Todos em Caminha

### Grupo 2
| Time       | P | V | E | D | GP | GC | SG  | Pts. |
| ---------- | - | - | - | - | -- | -- | --- | ---- |
| Alemanha   | 3 | 2 | 1 | 0 | 98 | 81 | +17 | 5    |
| Iugoslávia | 3 | 2 | 1 | 0 | 89 | 86 | +3  | 5    |
| Portugal   | 3 | 1 | 0 | 2 | 84 | 93 | -9  | 2    |
| Tunísia    | 3 | 0 | 0 | 3 | 74 | 85 | -11 | 0    |

- Resultados

| Data  | Partida¹   | Partida¹ | Partida¹   | Resultado |
| ----- | ---------- | -------- | ---------- | --------- |
| 29.01 | Alemanha   | -        | Tunísia    | 30-21     |
| 29.01 | Iugoslávia | -        | Portugal   | 30-28     |
| 30.01 | Alemanha   | -        | Iugoslávia | 31-31     |
| 30.01 | Portugal   | -        | Tunísia    | 27-26     |

- (¹) -  Todos em Póvoa de Varzim

### Grupo 3
| Time      | P | V | E | D | GP | GC | SG  | Pts. |
| --------- | - | - | - | - | -- | -- | --- | ---- |
| Croácia   | 3 | 3 | 0 | 0 | 90 | 76 | +14 | 6    |
| Rússia    | 3 | 2 | 0 | 1 | 90 | 78 | +12 | 4    |
| Dinamarca | 3 | 1 | 0 | 2 | 90 | 94 | -4  | 2    |
| Egito     | 3 | 0 | 0 | 3 | 71 | 93 | -22 | 0    |

- Resultados

| Data  | Partida¹  | Partida¹ | Partida¹  | Resultado |
| ----- | --------- | -------- | --------- | --------- |
| 29.01 | Croácia   | -        | Egito     | 29-23     |
| 29.01 | Dinamarca | -        | Rússia    | 28-35     |
| 30.01 | Rússia    | -        | Egito     | 29-22     |
| 30.01 | Croácia   | -        | Dinamarca | 33-27     |

- (¹) -  Todos em Rio Maior

### Grupo 4
| Time      | P | V | E | D | GP | GC | SG  | Pts. |
| --------- | - | - | - | - | -- | -- | --- | ---- |
| França    | 3 | 3 | 0 | 0 | 90 | 70 | +20 | 6    |
| Hungria   | 3 | 1 | 0 | 2 | 84 | 87 | -3  | 2    |
| Eslovênia | 3 | 1 | 0 | 2 | 76 | 84 | -8  | 2    |
| Suécia    | 3 | 1 | 0 | 2 | 82 | 91 | -9  | 2    |

- Resultados

| Data  | Partida¹  | Partida¹ | Partida¹  | Resultado |
| ----- | --------- | -------- | --------- | --------- |
| 29.01 | Suécia    | -        | Hungria   | 33-32     |
| 29.01 | França    | -        | Eslovênia | 31-22     |
| 30.01 | Suécia    | -        | França    | 24-30     |
| 30.01 | Eslovênia | -        | Hungria   | 25-28     |

- (¹) -  Todos em Espinho

## Fase Final

### Semifinais
| Data  | Partida¹ | Partida¹ | Partida¹ | Resultado |
| ----- | -------- | -------- | -------- | --------- |
| 01.02 | Alemanha | -        | França   | 23-22     |
| 01.02 | Espanha  | -        | Croácia  | 37-39     |

- (¹) -  Em Lisboa

### Terceiro lugar
| Data  | Partida¹ | Partida¹ | Partida¹ | Resultado |
| ----- | -------- | -------- | -------- | --------- |
| 02.02 | Espanha  | -        | França   | 22-27     |

- (¹) -  Em Lisboa

### Final
| Data  | Partida¹ | Partida¹ | Partida¹ | Resultado |
| ----- | -------- | -------- | -------- | --------- |
| 02.02 | Croácia  | -        | Alemanha | 34-31     |

- (¹) -  Em Lisboa

### Classificação Geral
| 1. Croácia         |
| 2. Alemanha        |
| 3. França          |
| 4. Espanha         |
| 5. Rússia          |
| 6. Hungria         |
| 7. Islândia        |
| 8. Iugoslávia      |
| 9. Dinamarca       |
| 10. Polónia        |
| 11. Eslovênia      |
| 12. Portugal       |
| 13. Suécia         |
| 14. Tunísia        |
| 15. Egito          |
| 16. Catar          |
| 17. Argentina      |
| 18. Argélia        |
| 19. Arábia Saudita |
| 20. Kuwait         |
| 21. Austrália      |
| 22. Brasil         |
| 23. Marrocos       |
| 24. Gronelândia    |

### Artilheiros
| Posição | Nome              | País     | Gols |
| ------- | ----------------- | -------- | ---- |
| 1       | Juan Carlos Pérez | Espanha  | 64   |
| 2       | Hussein Zaky      | Egito    | 61   |
| 3       | Ólafur Stefánsson | Islândia | 58   |

| Campeonato Mundial de Handebol Masculino de 2003 |
| Campeão                                          |
| ------------------------------------------------ |
| Croácia 1º Título                                |